# ألكتون (فيرجينيا)
ألكتون (بالإنجليزية: Elkton, Virginia) هي بلدة أمريكية تقع في الولايات المتحدة في مقاطعة روكنغهام (فيرجينيا). يقدر عدد سكانها بـ 2,042 نسمة ومساحتها 3.6 كم2 وترتفع عن سطح البحر 296 متر.

## التركيبة السكانية
حدّد مكتب تعداد الولايات المتحدة بيانات التركيبة السكانية لألكتون في تعداد الولايات المتحدة. في ما يلي، التركيبة السكانية حسب تعدادي 2000 و2010.

### تعداد عام 2000
بلغ عدد سكان ألكتون 2,042 نسمة بحسب تعداد عام 2000، وبلغ عدد الأسر 862 أسرة وعدد العائلات 556 عائلة مقيمة في البلدة. في حين سجلت الكثافة السكانية 245.7 نسمة لكل كيلومتر مربع (636.4/ميل2). وبلغ عدد الوحدات السكنية 919 وحدة بمتوسط كثافة قدره 110.6 لكل كيلومتر مربع (286.5/ميل2).
وتوزع التركيب العرقي للبلدة بنسبة 95.49% من البيض و2.74% من الأمريكيين الأفارقة و0.15% من الأمريكيين الأصليين و0.24% من الأمريكيين ذوي الأصول الآسيوية و0.05% من الأعراق الأخرى و1.32% من عرقين مختلطين أو أكثر و1.81% من الهسبانيون أو اللاتينيون من أي عرق.
بلغ عدد الأسر 862 أسرة كانت نسبة 31.6% منها لديها أطفال تحت سن الثامنة عشر تعيش معهم، وبلغت نسبة الأزواج القاطنين مع بعضهم البعض 47.9% من أصل المجموع الكلي للأسر، ونسبة 11% من الأسر كان لديها معيلات من الإناث دون وجود شريك، بينما كانت نسبة 5.6% من الأسر لديها معيلون من الذكور دون وجود شريكة وكانت نسبة 35.5% من غير العائلات. تألفت نسبة 28.7% من أصل جميع الأسر من عدة أفراد يعيشون في نفس المنزل ونسبة 11.3% كانت تتألف من شخص يعيش بمفرده يبلغ من العمر 65 عاماً أو أكثر. وبلغ متوسط حجم الأسرة المعيشية 2.34، أما متوسط حجم العائلات فبلغ 2.86.
بلغ العمر الوسطي للسكان 37.0 عاماً. وكانت نسبة 22.9% من القاطنين تحت سن الثامنة عشر، وكانت نسبة 9.2% بين الثامنة عشر والرابعة والعشرين عاماً، ونسبة 30.6% كانت واقعةً في الفئة العمرية ما بين الخامسة والعشرين والرابعة والأربعين عاماً، ونسبة 22.2% كانت ما بين الخامسة والأربعين والرابعة والستين، ونسبة 13.9% كانت ضمن فئة الخامسة والستين عاماً فما فوق. يوجد لكل 100 أنثى 89.8 ذكر، ويوجد لكل 100 أنثى في الثامنة عشر من عمرها فما فوق 88.6 ذكر.
بلغ متوسط دخل الأسرة في البلدة 35,556 دولارًا، أما متوسط دخل العائلة فبلغ 41,500 دولارًا. وكان متوسط دخل الذكور 30,032 دولارًا مقابل 21,996 دولارًا للإناث. وسجل دخل الفرد الخاص بالبلدة 17,192 دولارًا. وكانت نسبة 4.7% من العائلات ونسبة 6.8% من السكان تحت خط الفقر، وكان من هؤلاء نسبة 10.5% تحت سن الثامنة عشر ونسبة 7.7% في الخامسة والستين من العمر وما فوق.

### تعداد عام 2010
بلغ عدد سكان ألكتون 2,726 نسمة بحسب تعداد عام 2010، وبلغ عدد الأسر 1,143 أسرة وعدد العائلات 719 عائلة مقيمة في البلدة. في حين سجلت الكثافة السكانية 328 نسمة لكل كيلومتر مربع (849.5/ميل2). وبلغ عدد الوحدات السكنية 1,314 وحدة بمتوسط كثافة قدره 158.1 لكل كيلومتر مربع (409.5/ميل2).
وتوزع التركيب العرقي للبلدة بنسبة 94.09% من البيض و3.67% من الأمريكيين الأفارقة و0.48% من الأمريكيين ذوي الأصول الآسيوية و0.62% من الأعراق الأخرى و1.14% من عرقين مختلطين أو أكثر و2.13% من الهسبانيون أو اللاتينيون من أي عرق.
بلغ عدد الأسر 1,143 أسرة كانت نسبة 29.7% منها لديها أطفال تحت سن الثامنة عشر تعيش معهم، وبلغت نسبة الأزواج القاطنين مع بعضهم البعض 44% من أصل المجموع الكلي للأسر، ونسبة 14.1% من الأسر كان لديها معيلات من الإناث دون وجود شريك، بينما كانت نسبة 4.8% من الأسر لديها معيلون من الذكور دون وجود شريكة وكانت نسبة 37.1% من غير العائلات. تألفت نسبة 30.4% من أصل جميع الأسر من عدة أفراد يعيشون في نفس المنزل ونسبة 13.8% كانت تتألف من شخص يعيش بمفرده يبلغ من العمر 65 عاماً أو أكثر. وبلغ متوسط حجم الأسرة المعيشية 2.38، أما متوسط حجم العائلات فبلغ 2.93.
بلغ العمر الوسطي للسكان 39.5 عاماً. وكانت نسبة 22.9% من القاطنين تحت سن الثامنة عشر، وكانت نسبة 9.1% بين الثامنة عشر والرابعة والعشرين عاماً، ونسبة 24.7% كانت واقعةً في الفئة العمرية ما بين الخامسة والعشرين والرابعة والأربعين عاماً، ونسبة 25.2% كانت ما بين الخامسة والأربعين والرابعة والستين، ونسبة 18.1% كانت ضمن فئة الخامسة والستين عاماً فما فوق. وتوزع التركيب الجنسي للسكان بنسبة 47.9% ذكور و52.1% إناث.